# The Day of the Robot
The Day of the Robot är det tredje studioalbumet av gitarristen Buckethead. Känd som hans drum and bass-album. Albumet är för närvarande slutsålt, vilket gör det ett värdefullt samlarobjekt, men kan laddas ner från TDRS Music.

## Låtlista
| Nr           | Titel                                                        | Längd |
| ------------ | ------------------------------------------------------------ | ----- |
| 1.           | Destroyer: Speed Flux Quadrant / Inclusion / Exhaust Release | 13:00 |
| 2.           | Flying Guillotine                                            | 7:20  |
| 3.           | Quantum Crash                                                | 5:58  |
| 4.           | Collision                                                    | 8:20  |
| 5.           | Caution Drop                                                 | 8:06  |
| Total längd: | Total längd:                                                 | 42:44 |

## Lista över medverkande
- Buckethead: gitarr
- Ninj: bas, trummor och keyboard
- Bill Laswell: låg bas, trummor